# Spaniens flagga
Spaniens flagga antogs den 19 juli 1927 av Spanien, men en liknande örlogsflagga hade varit i bruk till havs sedan 1785. De röda och gula färgerna introducerades av den spanske kungen för att man lättare skulle kunna skilja de spanska skeppen från exempelvis engelska och holländska fartyg. När republiken infördes 1931 ändrades flaggan till en trikolor med tre band i gult, rött och lila, där den lila färgen hämtades från Leóns eller Granadas stadsvapen. Den gamla flaggan återinfördes efter nationalisternas seger i inbördeskriget 1939. Flaggan finns definierad i den spanska författningen från 1978, där det står att de röda fälten ska vara hälften så breda som det gula, samt att alla officiella institutioner och militära myndigheter måste använda en flagga med statsvapnet. Vid civil användning kan flaggan även förekomma utan statsvapen. Proportionerna är 2:3.

## Färger
Flaggans färger, fastställda genom kungligt dekret 441/1981 den 27 februari, är:
|                                    | CIELAB | CIELAB | CIELAB | CIE   | CIE   | CIE  | Webbfärg |
| Färgnamn, svenska (spanska)        | H*     | C*     | L*     | x     | y     | Y    | HTML-kod |
| ---------------------------------- | ------ | ------ | ------ | ----- | ----- | ---- | -------- |
| Flaggrött (Rojo bandera)           | 35º    | 70     | 37     | 0,614 | 0,320 | 9,5  | #AA151B  |
| Flaggult (Amarillo-gualda bandera) | 85º    | 95     | 80     | 0,488 | 0,469 | 56,7 | #F1BF00  |

## Historiska flaggor

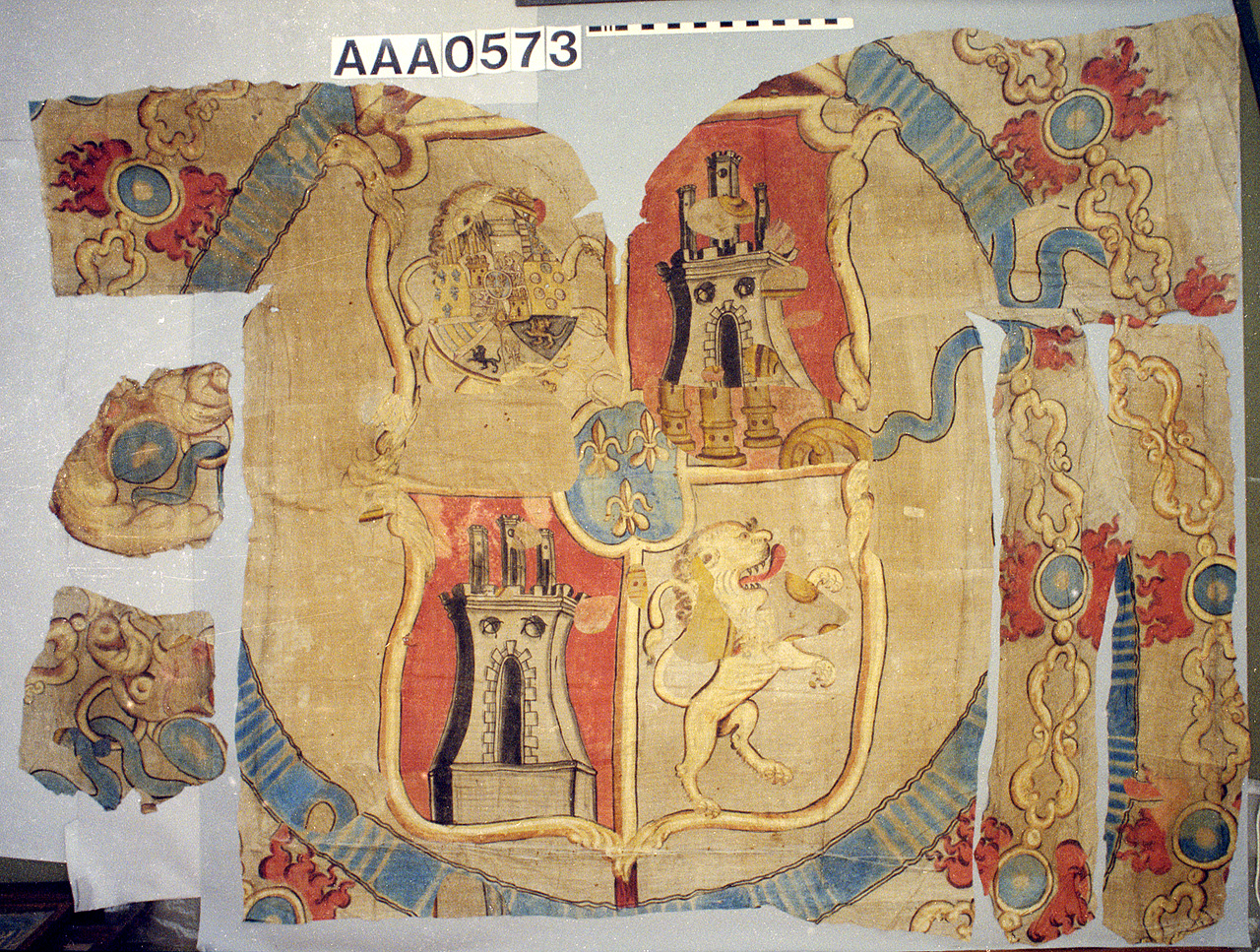
Flagga tagen från borgen Moro i Havanna som stormades 1762. Den har lappats ihop med två andra flaggor.
Spansk flagga tagen av britterna under belägringen Gibraltar 1782.
Spansk örlogsflagga 1785-1931.
Spaniens flagga 1785–1873 och 1875–1931.
Flaggan under andra spanska republiken 1931–1939
Flaggan 1945–1977 under Franco-regimen.

## Autonoma regionernas flaggor
Var och en av Spaniens 17 autonoma regioner och två autonoma städer har egna flaggor.

Andalusien
Aragonien
Asturien
Balearerna
Baskien
Ceuta (autonom stad)
Extremadura
Galicien
Kanarieöarna
Kantabrien
Kastilien-La Mancha
Kastilien och León
Katalonien
La Rioja
Madrid
Melilla (autonom stad)
Murcia
Navarra
Valencia